# Reszafim
Reszafim (hebr. רשפים; ang. Reshafim; pol. Iskry) – kibuc położony w Samorządzie Regionu Emek ha-Majanot, w Dystrykcie Północnym, w Izraelu. Członek Ruchu Kibuców (Ha-Tenu’a ha-Kibbucit).

## Położenie
Kibuc Reszafim jest położony na wysokości 119 metrów p.p.m. w intensywnie użytkowanej rolniczo Dolinie Bet Sze’an, u podnóża masywu górskiego Gilboa w Dolnej Galilei. Okoliczny teren jest płaski, opada jednak w kierunku wschodnim w depresję rzeki Jordan. Na północ od kibucu przepływa strumień Kibutsim, a na południe strumień Moda. W okolicy są liczne stawy hodowlane oraz tereny rolnicze. Na zachód od kibucu wznoszą się strome stoki masywu górskiego Gilboa – góry Gilboa Micpe (500 metrów n.p.m.) i Jicpor (475 metrów n.p.m.). W jego otoczeniu znajduje się miasto Bet Sze’an, kibuce En ha-Naciw, Szeluchot, Meraw, Ma’ale Gilboa, Nir Dawid i Mesillot.
Reszafim jest położony w Samorządzie Regionu Emek ha-Majanot, w Poddystrykcie Jezreel, w Dystrykcie Północnym Izraela.

## Demografia
Większość mieszkańców kibucu jest Żydami, jednak nie wszyscy identyfikują się z judaizmem. Tutejsza populacja jest świecka:

## Historia
Pierwotnie w okolicy tej znajdowała się arabska wioska al-Aszrafija. Została ona wysiedlona i zniszczona w dniu 12 maja 1948 roku podczas Wojny domowej w Mandacie Palestyny. Dużo wcześniej tutejsze grunty wykupiły od arabskich mieszkańców żydowskie organizacje syjonistyczne.

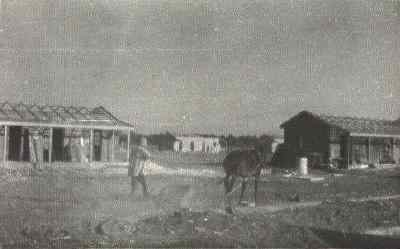
Kibuc Reszafim w 1949

Grupa założycielska kibuc zawiązała się w 1938 roku, i składała się z żydowskich imigrantów z Rumunii. Później dołączyli do nich imigranci z Polski, będący członkami młodzieżowej organizacji syjonistycznej Ha-Szomer Ha-Cair. W latach 1941–1944 mieszkali tymczasowo w kibucu Bet Zera, gdzie uczyli się rolnictwa i zdobywali doświadczenie. Po I wojnie izraelsko-arabskiej przenieśli się do Doliny Bet Sze’an, gdzie w 1948 roku założyli kibuc. W pierwszym okresie ściśle współpracowali z członkami religijnego ruchu Bene Akiwa z sąsiedniego kibucu Szluchot. W tamtym czasie, taka współpraca religijnych Żydów ze świeckimi była czymś wyjątkowym. W latach 50. XX wieku osiedlili się tutaj imigranci z Argentyny, Maroka, Turcji, Egiptu i Syrii. W latach 90. XX wieku kibuc przeszedł przez proces prywatyzacji, zachowując kolektywną organizację instytucji kultury, edukacji i ochrony zdrowia.

### Nazwa
Nazwa Reszafim nawiązywała do zniszczonej sąsiedniej wioski arabskiej al-Aszrafija. Jednak w drugim znaczeniu, słowo to oznacza Iskry, i upamiętnia iskry ofiar zamordowanych podczas Holocaustu.

## Kultura i sport
W kibucu znajduje się ośrodek kultury z biblioteką, basen kąpielowy i sala sportowa z siłownią.

## Edukacja
Kibuc utrzymuje przedszkole. Starsze dzieci są dowożone do szkoły podstawowej w kibucu Mesillot i szkoły średniej w kibucu Newe Etan.

## Gospodarka i infrastruktura
Gospodarka kibucu opiera się na intensywnym rolnictwie i sadownictwie. Znajdują się tutaj sady cytrusowe, stawy hodowlane i mleczarnia. Ważnym źródłem dochodów jest zakład Terraflex, produkujący rury pcv. W kibucu jest przychodnia zdrowia z gabinetem stomatologicznym, sklep wielobranżowy, pralnia, gabinet kosmetyczny i warsztat mechaniczny.

## Transport
Z kibucu wyjeżdża się na północny wschód na drogę nr 669, którą jadąc na północny zachód dojeżdża się do kibucu Mesillot i dalej do kibucu Nir Dawid, lub jadąc na południowy wschód dojeżdża się do kibucu Szeluchot i dalej do skrzyżowania z drogą nr 90. Jadąc drogą nr 90 na północ dojeżdża się do miasta Bet Sze’an.